# Survivor Series (2015)
Survivor Series 2015 a fost cea de-a douăzeci și opta ediție a pay-per-view-ului anual Survivor Series organizat de World Wrestling Entertainment. A avut loc pe data de 22 noiembrie 2015 în arena Philips Arena din Atlanta, Georgia.

## Rezultate
- Pre-Show: The Dudley Boyz (Bubba Ray Dudley & D-Von Dudley), Goldust, Neville, și Titus O'Neil i-au învins pe Bo Dallas, The Cosmic Wasteland (Konnor, Stardust & Viktor) și The Miz într-un 5-on-5 Survivor Series elimination match (18:10)
  - D-Von l-a eliminat pe Stardust după un «3D».
- Roman Reigns l-a învins pe Alberto del Rio (însoțit de Zeb Colter) în semifinala turneului pentru campionatul WWE World Heavyweight Championship (14:05)
  - Reigns l-a numărat pe del Rio după un «Spear».
- Dean Ambrose l-a învins pe Kevin Owens în semifinala turneului pentru campionatul WWE World Heavyweight Championship (11:20) 
  - Ambrose l-a numărat pe Owens după un «Dirty Deeds».
- The Usos (Jey Uso & Jimmy Uso) și The Lucha Dragons (Kalisto & Sin Cara) și Ryback i-au învins pe King Barrett & Sheamus și The New Day (Big E, Kofi Kingston, și Xavier Woods) într-un 5-on-5 Survivor Series elimination match (17:33)
  - Ryback l-a eliminat pe Sheamus după un «Shell Shock».
- Charlotte a învins-o pe Paige păstrându-și campionatul WWE Divas Championship (14:18)
  - Charlotte a făcut-o pe Paige să cedeze cu «Figure Eight».
- Tyler Breeze l-a învins pe Dolph Ziggler (6:41)
  - Breeze l-a numărat pe Ziggler după un «Unprettier».
- The Brothers of Destruction (Kane și The Undertaker) i-au învins pe The Wyatt Family (Bray Wyatt și Luke Harper) (10:18)
  - Undertaker l-a numărat pe Harper după un «Tombstone Piledriver».
- Roman Reigns l-a învins pe Dean Ambrose în finala turneului pentru vacantul campionat WWE World Heavyweight Championship (9:02)
  - Reigns l-a numărat pe Ambrose după un «Spear».
  - După meci, Triple H a ieșit să sărbătorească cu Reigns dar acesta i-a aplicat un «Spear».
  - După meci, Reigns a fost atacat de Sheamus.
- Sheamus l-a învins pe Roman Reigns încasând valiza Money in the Bank câștigând campionatul WWE World Heavyweight Championship (0:39)
  - Sheamus l-a numărat pe Reigns după un «Brogue Kick».
  - După meci, Triple H a sărbătorit cu Sheamus.